# Not Now (película de 1936)
Not Now es un corto de animación estadounidense de 1936, de la serie de Betty Boop. Fue producido por los estudios Fleischer y distribuido por Paramount Pictures. En él aparecen Betty Boop y Pudgy, su mascota canina.

## Argumento
Betty no puede dormir por el insistente maullido de un gato callejero. Pudgy decide tomar cartas en el asunto y acosa al gato en una peligrosa persecución por las callejas y terrados de la ciudad.

## Producción
Not Now es la cuadragésima nona entrega de la serie de Betty Boop y fue estrenada el 28 de febrero de 1936.